# Isola di Sanafir

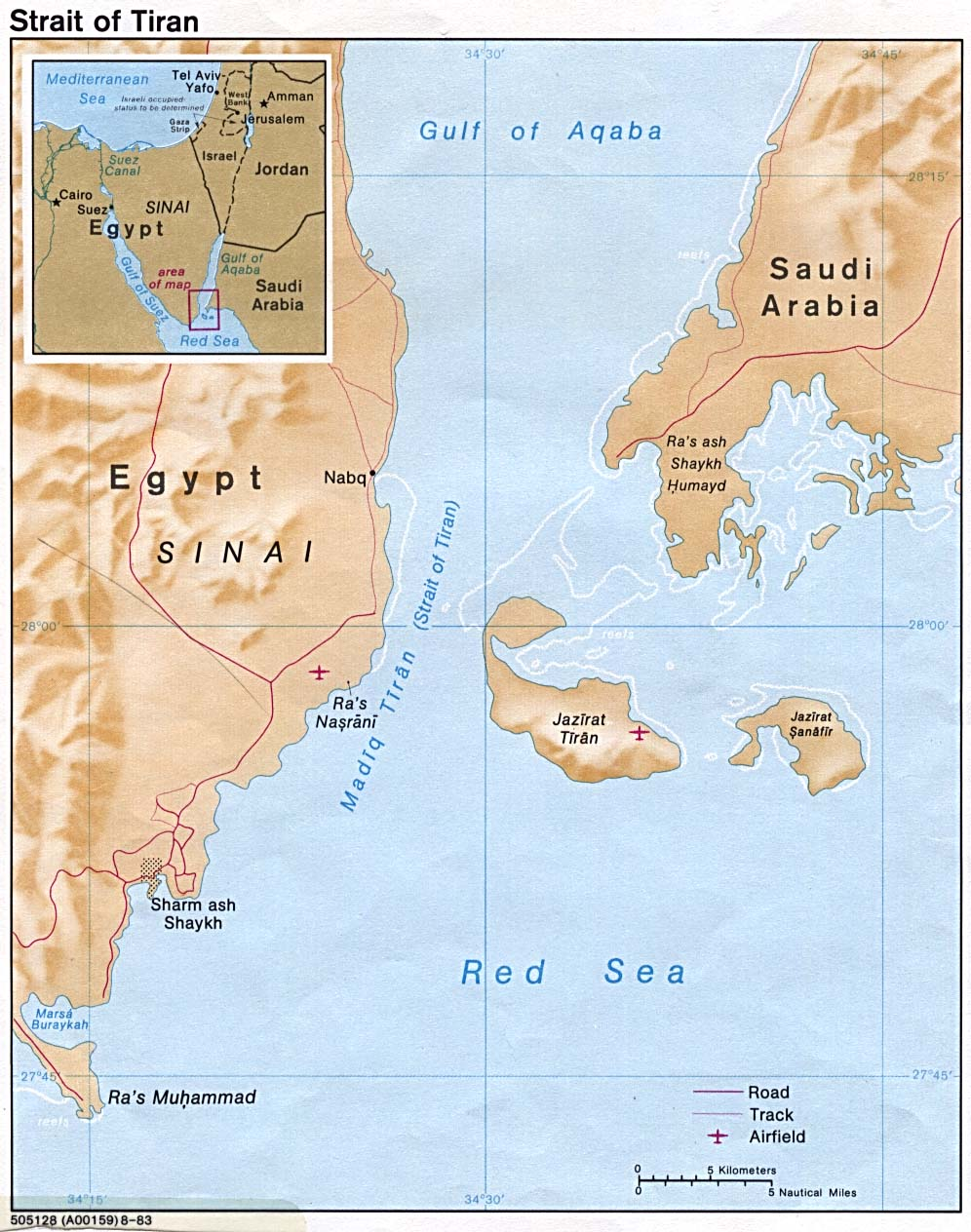
Gli stretti di Tiran

L'isola di Sanafir si trova nel Mar Rosso, negli stretti di Tiran, all'imbocco del Golfo di Aqaba, affiancata all'isola di Tiran, tra l'Egitto e l'Arabia Saudita. Ha una superficie di circa 33 km².
Fino al 2017 le due isole erano amministrate dall'Egitto, dal 2017 fanno parte dell'Arabia Saudita.
Durante la seconda guerra mondiale sulle due isole di Tiran e Sanafir alloggiarono contingenti dell'esercito egiziano in difesa del canale di Suez. La controversia sulla sovranità iniziò quando l'isola di Tiran, che durante la Guerra dei sei giorni fu occupata da Israele venne resa all'Egitto nel 1982 in seguito agli accordi di Camp David.

## Passaggio all'Arabia Saudita
Il trattato di demarcazione dei confini marittimi fra i due paesi venne ratificato dal presidente egiziano Abdel Fattah al-Sisi il 17 giugno del 2017 e approvato dal parlamento il 14 giugno dello stesso anno sancendo ufficialmente il passaggio delle due isole all'Arabia Saudita. La ratifica definitiva del trattato avvenne nel corso di una visita del sovrano saudita Salmān bin ʿAbd al-ʿAzīz Āl Saʿūd durante la quale venne annunciato il progetto di costruzione di un ponte sul Mar Rosso nonché un ingente piano di investimenti nelle infrastrutture egiziane.
L'accordo suscitò ampie proteste in Egitto dove l'opposizione accusò il presidente di svendere pezzi del territorio del paese, gruppi ambientalisti sollevarono inoltre perplessità sul progetto del ponte, il politico egiziano Khaled Ali presentò un ricorso al tribunale amministrativo per annullare l'accordo. Il ricorso venne accettato e il 21 giugno  2016 l'accordo venne annullato, sentenza confermata dal tribunale amministrativo d'appello l'8 novembre 2016. In seguito a questa sentenza Riad ha annullato il programma di aiuti economici.
Una corte egiziana ha pronunciato la sentenza definitiva nel gennaio 2017, respingendo l'accordo e affermando la sovranità egiziana su entrambe le isole. Il 14 giugno 2017 la commissione per la difesa e la sicurezza nazionale dell'Egitto ha approvato all'unanimità il trasferimento delle isole Tiran e Sanafir all'Arabia Saudita  e lo stesso giorno il piano è stato approvato dal parlamento egiziano.